# Baldrs draumar
Baldrs draumar (Balders drøm) eller Vegtamskviða er et Edda-digt i manuskriptet AM 748 I 4to. Det beskriver myten om Balders død og er konsistent med Gylfaginning.
Balder har mareridt, og Odin rider til Hel for at undersøge det. Han finder vølvens grav og genopliver hende. Deres samtale følger, og vølven fortæller Odin om Balders skæbne. Til slut stiller Odin hende et spørgsmål, der afslører hans identitet, og vølven siger, at han skal ride hjem.
Bellows foreslår, at digtet blev skrevet midt i 900-tallet, og at forfatteren muligvis også skrev Völuspá eller i det mindste brugte den som basis, da der er ligheder mellem stanza 11 i Baldrs draumar og stanza 32-33 i Völuspá.